# Estación Periférico Sur
Periférico Sur es la vigésima y última estación de la Línea 1 del Tren Ligero de Guadalajara en sentido norte a sur, y la primera en sentido opuesto; está situada entre las cocheras y talleres de dicha línea, junto al tramo sur del Anillo Periférico que circunda el Área metropolitana de Guadalajara.
Se encuentra en una zona estratégica, ya que se conecta con diversas rutas de autobús urbano y suburbano que atienden la demanda de conexión hacia el municipio de Tlajomulco de Zúñiga y otros puntos cercanos en el municipio de Tlaquepaque.
Su logotipo es un anillo dividido en dos polos con el inferior resaltado, indicando que es el sur.

## Puntos de interés
- Centro Comercial Centro Sur.
- Plaza de toros de Santa María Tequepexpan.
- Parroquia de Santa María Tequepexpan.
- Campus de la universidad ITESO.
- Campus de la Universidad del Valle de México

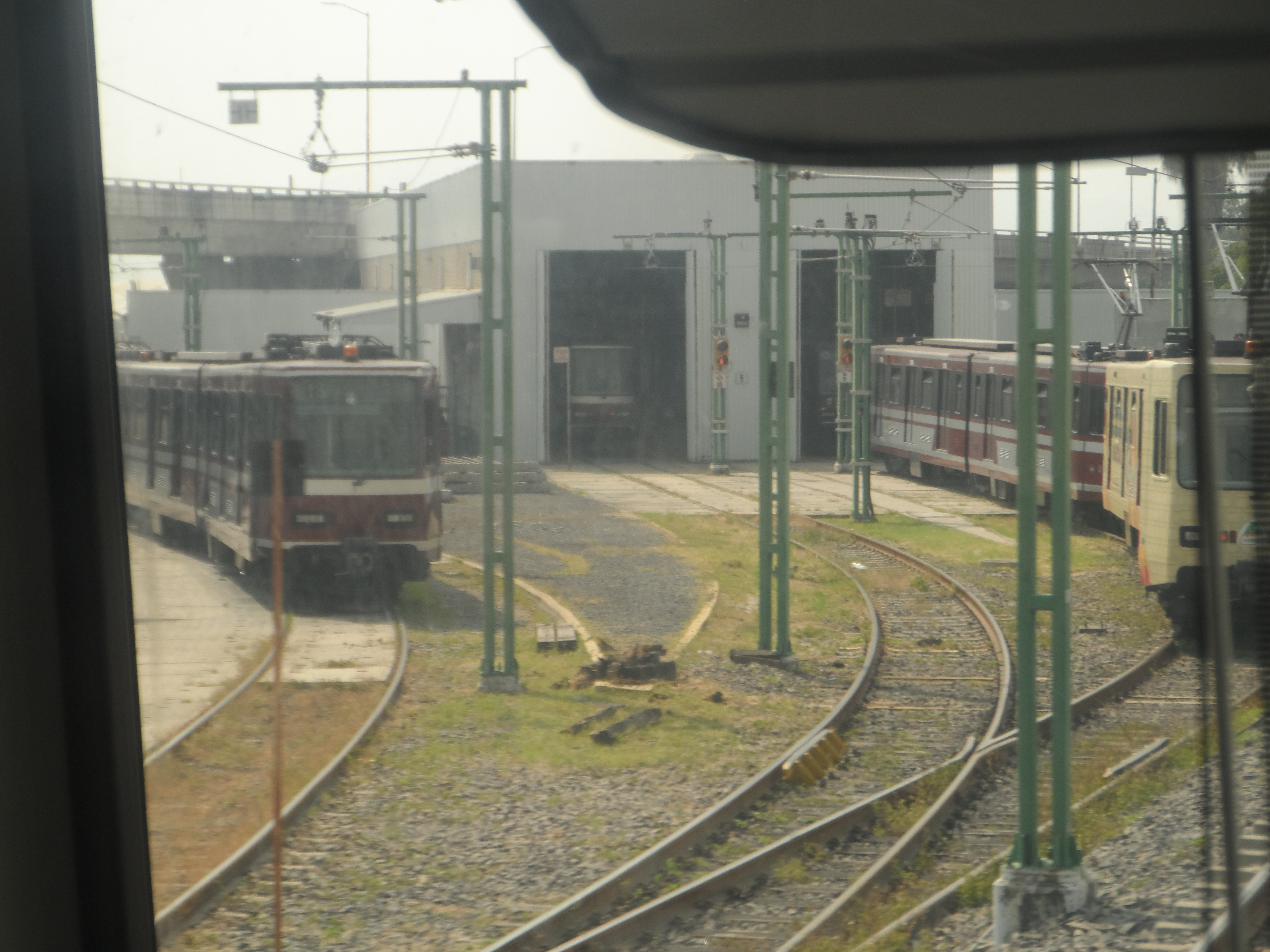
El taller mecánico de la Línea 1, junto a la estación Periférico Sur.

## Rutas de transporte
- Estación Periférico Sur de Mi Macro Periférico

- Datos: Q6072491